# Gianni Lonzi
Gianni Lonzi (Florence, 4 augustus 1938) is een voormalig Italiaans waterpolospeler.
Gianni Lonzi nam als waterpoloër driemaal deel aan de Olympische Spelen; in 1960, 1964 en 1968. In 1960 veroverde Italië het goud. Lonzi speelde vijf wedstrijden. In 1964 en 1968 eindigde Italië als vierde. Hij speelde respectievelijk zes en negen wedstrijden. In 1976 was Lonzi de bondscoach van de Italiaanse ploeg die olympisch zilver won.
Lonzi is getrouwd met de olympisch kampioen schermen Antonella Ragno-Lonz.